# Cooperativa de Sant Bartomeu
La Cooperativa de Sant Bartomeu és un edifici del municipi de Tremp (Pallars Jussà) protegida com a bé cultural d'interès local.

## Descripció
L'antiga cooperativa de Sant Bartomeu està situada a la carretera en direcció Tremp, a l'Avinguda Catalunya, a la sortida de Vilamitjana.
És un edifici de planta quadrangular i tres nivells d'alçat, planta baixa i dos pisos. Destaca per la seva composició simètrica. L'edifici ha estat reformat, tant a nivell exterior com interior, degut al canvi d'ús en establiment hoteler. La façana presentava un arrebossat uniforme, amb simulació de grans carreus en la planta baixa, que ha estat retirat i deixat en pedra vista.
Destaquen les obertures d'arcs rebaixats de la planta baixa, emmarcats de pedra regular. La dovella clau de la porta d'accés sobresurt en el seu extradós i mostra la data de 1886. Les franges de color són intervenció posterior. Unes línies d'imposta motllurada divideixen els pisos horitzontalment i destaquen així mateix els balcons amb baranes de ferro del primer pis i la cornisa motllurada, amb decoració de prismes, que sobresurt del ràfec. La resta de façanes presenten igualment el parament de pedra vista i les finestres disposades simètricament, moltes de les quals són d'obertura posterior.
La coberta és a quatre vessants i és rematada per un prisma quadrat a quatre vessants amb una cúpula d'observació astronòmica a sobre.

## Història
La seu de la Cooperativa Agrícola de Sant Bartomeu fou instal·lada l'any 1886.